# 国民饭店
国民饭店，位于今天津市和平区赤峰道58号，原天津法租界杜总领事路（今和平路）与丰领事路（今赤峰道）十字路口，与渤海大楼隔街相对。该建筑目前为重点保护等级历史风貌建筑和天津市文物保护单位。

## 历史
国民饭店建于1922年至1923年间，于1923年落成开业，原名国民大饭店。由天津实业家潘子欣与当时的美国美丰洋行买办兼三北轮船公司华北总经理李正卿租用瑞士人鲁伯那的陆安公司土地投资建造，瑞士乐利工程司设计。当时提出15年后无偿将建筑物交还土地原主。李正卿向劝业银行借款5万元兴建饭店大楼，潘子欣投资2万元购置饭店设备。饭店建成后，潘子欣又以5.5万元将饭店从李正卿手中接管，独自经营。饭店建成时拥有客房160间，以经营川菜、粤菜、潮汕菜及广东早茶为主。该饭店是当时天津上流社会人士留宿和聚会的场所，也是当时天津经营餐旅业的高级饭店之一。1927年，在天津的广东商人在天津法租界创建“中西菜点冠三津”的福禄林大饭店，另设跳舞场，该舞场是中国人在天津经营的第一家舞场。国民饭店经理潘子欣随即效仿福禄林大饭店，也在国民饭店设舞场，该舞场是天津高档饭店中最早开设的舞场之一。
1926年2月9日，中国共产党在国民饭店二层召开了中华全国铁路总工会第三次代表大会的正式会议，会议由罗章龙主持，58名代表参会。大会通过了《中华全国铁路总工会报告决议案》等28项决议草案。1931年，清朝逊帝溥仪的妃子文绣自天津静园出走至国民饭店，随后在国民饭店第37号房间提出与溥仪离婚。1934年5月，原国民革命军第二十二路军总指挥兼第三十师师长吉鸿昌与南汉宸等在天津成立“中国人民反法西斯大同盟”，并将联络站设于国民饭店。当时，吉鸿昌已在国民饭店第38号房间开辟了新的秘密联络点。1934年11月9日，经任应岐联系，吉鸿昌与李宗仁的代表刘少南会面。出于安全考虑，吉鸿昌临时将会面地点改为国民饭店第45号房间，但会面期间吉鸿昌仍在第45号房间被中国国民党特务刺伤并逮捕，后被天津法租界工部局逮捕，又被引渡到国民政府军事委员会北平分会，随后蒋中正下令将吉鸿昌、任应岐于1934年11月24日在北平炮局监狱处决。1936年至1937年期间，中共天津市委秘密机关和联络站“知识书店”也设于此，吴砚农、叶笃庄、林枫等曾在此从事工作。
中华人民共和国成立后，国民饭店经历了几次大规模改造，也曾作为商业用房。2000年，金街整修，在整修过程中，保留了国民饭店的门洞建筑，拆除了围墙，将国民饭店的院子用绿地与和平路隔离开，形成了通透的空间。国民饭店后为汉庭酒店天津和平路店。
2017年5月6日，国民饭店旧址部分重装开业，成为“津品1923”餐厅，餐厅负责人由天津惠蓬餐饮有限公司总经理邓凯担任。

## 建筑
国民饭店大楼座北朝南，自成院落，东临和平路，南沿赤峰道，西接辽宁路，北靠哈尔滨道。占地5188.6平方米，总建筑面积6047平方米，建筑面积6675.7平方米，为砖木钢筋混凝土内框架结构三层法式楼房，该建筑原设计为四层，实际建造为三层。顶部为平屋顶并建有中间突出的女儿墙，檐部出挑。首层的外立面为混水墙面，作仿石效果，突出庄重和典雅，局部设有拱券窗，二层以上外立面为清水砖墙，装饰有壁柱，方窗以山花装饰。大楼南立面采用对称构图，做横向古典式和纵横三段式分隔，大楼正门居中，中部凹进。院落宽敞并设有对称的两座半球形盔顶凉亭，院落正门设有塔斯干柱式支撑的门楼，门楼券顶设有放射型凹槽分块并镶嵌有锁石，门楼顶部正中装饰有古典雕花和“1923”字样，正中间原为从右至左的“国民大饭店”五字，后改为从左至右的“国民饭店”四字。